# Salad Fingers
A Salad Fingers David Firth által megrajzolt és elkészített angol nyelvű, morbid rajzfilm, amely tizenhárom epizódból áll. A szürreális történet főszereplője egy zöld bőrű, emberszerű lény, akinek furcsán mutálódott, salátához hasonló ujjai vannak, innen kapta a Salad Fingers nevet. Kalandjai egy különös pusztaságban játszódnak. Eredetileg Flash-animációként indult útjára, de a 2007-es sydney-i underground filmfesztiválon a nagyközönség részére is bemutatták.
A San Francisco Chronicle magazin a 2005-ös év tíz legnagyobb kulturális jelensége közé sorolta, ugyanis ebben az évben kezdett el leggyorsabban terjedni az interneten.

## Zene
A sorozat bizarr főcímzenéje a „Beware the Friendly Stranger”, mely a Boards of Canada Geogaddi című albumán szerepelt (2012-ben a magyar Artcore „Friendly Stranger” címen feldolgozta). A zene, mely akkor szól, hogy Salad Fingers meg van rémülve, valójában David Firth műve, aki gitáron játszotta fel azt, lelassította, majd visszafelé játszotta le. Néhány más előadótól származó szerzemények is hallhatóak az egyes részekben, mint Brian Eno, Sigur Rós, Aphex Twin és Lustmord. Aphex Twin utalásként számos részben felbukkan. Firth művéhez az inspirációt David Lynch, a South Park, Tim Burton, a The League of Gentlemen, és Chris Morris szolgáltatták.

## Szereplők
- Salad Fingers: a sorozat főszereplője egy kopasz, púpos humanoid, világoszöld bőrrel, orr és fülek nélkül, aki északangol akcentussal beszél. Hosszú, furcsa alakú ujjai a legjellegzetesebb vonásai, s a legelső epizódban kerülnek reflektorfénybe. Salad Fingers láthatóan képtelen különbséget tenni élő és élettelen tárgyak, vagy élők és holtak között, akikkel gyakran beszélget, néha érthetetlen dolgokról. Egyedül él egy kietlen pusztaságban (amely sokak szerint az atomháború utáni Földet szimbolizálja) a 22-es szám alatt. Salad Fingers mazochista hajlamú, gyakran kínozza saját magát, viszont tehetségesen játszik furulyán és tud franciául is, s morzézni is képes. Egészen különös szokásokat vett viszont fel: rendszeresen megméri a távolságot háza és egy fa között, földet eszik, és rádiót is hallgat.
- Marjory Stewart-Baxter, Jeremy Fisher, Hubert Cumberdale ujjbábok, amelyek a második, harmadik, ötötödik, hatodik, hetedik nyolcadik, kilencedik, tizedik, tizennegyedik,tizenkettedik és tizenharmadik epizódokban láthatóak. Salad Fingers néha szájába veszi és nyalogatja őket, fantáziájában pedig valódi, élő emberekként jelennek meg. Az ötödik epizódban Hubert Cumberdale ideiglenesen a Barbara Logan-Price nevet kapja, Jeremy Fisherre pedig olyan utalást tesz, mint aki harcolt a „Nagy Háborúban” - a karakter később el is tűnik, amikor Salad Fingers véletlenül megeszi. Marjoryra pedig úgy utal, mint közös „gyermekük”, Yvonne anyjára.
- Harry/Milford Cubicle a harmadik epizódban egy agresszív, kar nélküli emberszerű lény. Kötényéről látszik, hogy BBQ-s, és bár rá van írva a névkártyájára, hogy „Harry”, Salad Fingers Milford Cubicle-nek nevezi őt. Meghal, miután többször is Salad Fingers ajtajába veri a fejét. Salad Fingers bevonszolja házába és egy kampóra akasztja, mert azt hiszi, élő és tudatos – a tizedik epizódra csak egy csontváz marad belőle.
- Bordois a negyedik epizódban megjelenő pinceászka, akit Salad Fingers véletlenül megöl azáltal, hogy simogatni akarja.
- Mabel egy sebhelyes fiatal lány, aki piknikre megy Salad Fingersszel az ötödik epizódban. Ő az egyetlen, aki Salad Fingers kivételével beszél angolul. Nem tudni, mi lesz vele, elmegy-e a piknikről vagy akármi mást tesz, mert sose bukkan fel újra.
- Kenneth egy bomló holttest, melyet Salad Fingers egy lyukban talál. Salad Fingers azt állítja, hogy ez az öccse, aki a vissza jött a „Nagy Háborúból” és vacsorára behívja őt, mielőtt végül visszaássa. Amíg helyére rakja a hullát, azt a mondatot énekli, hogy „We'll meet again” (majd újra találkozunk).

## Epizódok
| #   | Angol cím     | Magyar cím              | Időtartama | Rendezte és írta | Amerikai megjelenés (Youtube) | Magyar megjelenés (Youtube)                                                | Korhatár                                     |
| --- | ------------- | ----------------------- | ---------- | ---------------- | ----------------------------- | -------------------------------------------------------------------------- | -------------------------------------------- |
| 1.  | Spoons        | Kanalak                 | 2:02       | David Firth      | 2004. július 1.               | 2016. július 2. (Magyar felirattal) 2017. április 26. (Magyar szinkronnal) | Csak 15 éven felülieknek megtekinthető.      |
| 2.  | Friends       | Barátok                 | 4:02       | David Firth      | 2004. július 15.              | 2017. április 27.                                                          | Tizennyolc éven aluliak számára nem ajánlott |
| 3.  | Nettles       | Csalán                  | 3:18       | David Firth      | 2004. augusztus 1.            | 2017. május 7.                                                             | Tizennyolc éven aluliak számára nem ajánlott |
| 4.  | Cage          | Ketrec                  | 5:23       | David Firth      | 2004. augusztus 20.           | 2017. július 16.                                                           | Tizenhat éven aluliak számára nem ajánlott   |
| 5.  | Picnic        | Piknik                  | 4:26       | David Firth      | 2004. november 25.            | 2009. július 18. (Magyar felirattal)                                       | Tizennyolc éven aluliak számára nem ajánlott |
| 6.  | Present       | Ajándék                 | 4:16       | David Firth      | 2005. július 24.              | Nem jelent meg szinkronnal vagy felirattal                                 | Tizenhat éven aluliak számára nem ajánlott   |
| 7.  | Shore Leave   | Partraszállási engedély | 5:34       | David Firth      | 2006. január 28.              | Nem jelent meg szinkronnal vagy felirattal                                 | Tizenhat éven aluliak számára nem ajánlott   |
| 8.  | Cupboard      | Szekrény                | 5:56       | David Firth      | 2007. szeptember 22.          | Nem jelent meg szinkronnal vagy felirattal                                 | Tizenhat éven aluliak számára nem ajánlott   |
| 9.  | Letter        | Levél                   | 9:41       | David Firth      | 2011. május 26.               | Nem jelent meg szinkronnal vagy felirattal                                 | Tizenhat éven aluliak számára nem ajánlott   |
| 10. | Birthday      | Születésnap             | 10:00      | David Firth      | 2013. november 24.            | Nem jelent meg szinkronnal vagy felirattal                                 | Tizennyolc éven aluliak számára nem ajánlott |
| 11. | Glass Brother | Üveg bratyó             | 14:38      | David Firth      | 2019. január 30.              | Nem jelent meg szinkronnal vagy felirattal                                 | Tizennyolc éven aluliak számára nem ajánlott |